# پلارکو
پلارکو (به اسپانیایی: Pelarco) یک شهرستان در شیلی است که در استان تالکا واقع شده‌است. پلارکو ۳۳۱٫۵ کیلومترمربع مساحت و ۷٬۶۳۲ نفر جمعیت دارد و ۱۳۶ متر بالاتر از سطح دریا واقع شده.